# Gottolengo
Gottolengo är en ort och kommun i provinsen Brescia i regionen Lombardiet i Italien. Kommunen hade 5 151 invånare (2018).